# Santa Maria Regina degli Apostoli alla Montagnola
Santa Maria Regina degli Apostoli alla Montagnola är en kyrkobyggnad, titelkyrka och mindre basilika i Rom, helgad åt Jungfru Maria och särskilt åt hennes roll som Apostlarnas drottning. Kyrkan är belägen vid Via Antonino Pio i Quartiere Ostiense och tillhör församlingen Santa Maria Regina degli Apostoli alla Montagnola. Montagnola syftar på ett område i södra Rom.

## Historia
Kyrkan uppfördes åren 1947–1954 i nybarock efter ritningar av arkitekten Leone Favini.
I kyrkan vördas Giacomo Alberiones, Tecla Merlos och Giuseppe Timoteo Giaccardos reliker.

## Titelkyrka
Kyrkan stiftades som titelkyrka med titeln Regina Apostolorum av påve Paulus VI år 1965.
Kardinalpräster
- Ermenegildo Florit: 1965–1985
- Giuseppe Maria Sensi: 1987–2001
- Virgilio Noè: 2002–2011
- John Tong Hon: 2012–

## Kommunikationer
- Tunnelbanestation – Roms tunnelbana, linje  Basilica San Paolo